# Calao à joues grises
Bycanistes subcylindricus
Espèce
Synonymes
- Ceratogymna subcylindricus (Monroe et Sibley, 1990, 1993)

Statut de conservation UICN

 LC  : Préoccupation mineure
Le Calao à joues grises (Bycanistes subcylindricus) est une espèce d'oiseau noir et blanc de la famille des bucerotidés.

## Description
Il mesure jusqu'à 70 cm de long, et possède une sorte de « casque » caractéristique sur sa tête. La femelle est légèrement plus petite que le mâle.

## Répartition
Son aire dissoute s'étend à travers l'Afrique équatoriale et régions limitrophes.

## Sous-espèces
D'après Alan P. Peterson, cette espèce est constituée des deux sous-espèces suivantes :
- Bycanistes subcylindricus subcylindricus  (P.L. Sclater) 1871
- Bycanistes subcylindricus subquadratus  Cabanis & Schutt 1880